# Округ Кембел (Вирџинија)
Округ Кембел (енгл. Campbell County) је округ у америчкој савезној држави Вирџинија.

## Демографија
По попису из 2010. године број становника је 54.842, што је 3.764 (7,4%) становника више него 2000. године.
| Група             | 2000.          | 2010.          |
| Белци             | 42.298 (82,8%) | 44.595 (81,3%) |
| Афроамериканци    | 7.516 (14,7%)  | 7.767 (14,2%)  |
| Азијати           | 315 (0,6%)     | 546 (1,0%)     |
| Хиспаноамериканци | 423 (0,8%)     | 918 (1,7%)     |
| Укупно            | 51.078         | 54.842         |